# Екдизис

Процес екдизису цикади.

Екдизис (англ. ecdysis) — линяння, скидання кутикули у багатьох безхребетних клади Ecdysozoa. Оскільки кутикула цих тварин зазвичай утворює здебільшого нееластичний екзоскелет, вона скидається під час росту й утворюється новий, більший покрив. Залишки старого, порожнього екзоскелета називаються екзувіями.
Після линяння членистоногих називають тенеральними, голими; вони «свіжі», бліді та м'якотілі. Впродовж однієї-двох годин кутикула твердне і темніє завдяки процесу дублення, аналогічного виробництву шкіри. Під час цієї короткої фази тварина розширюється, оскільки ріст в іншому випадку стримується жорсткістю екзоскелета. Ріст кінцівок та інших частин, які зазвичай покриті твердим екзоскелетом, досягається перенесенням рідин тіла з м’яких частин до затвердіння нової шкіри. Деякі членистоногі, особливо великі комахи з трахейним диханням, розширюють свій новий екзоскелет, ковтаючи або іншим способом набираючи повітря. Дозрівання структури та забарвлення нового екзоскелета може зайняти дні чи тижні у довгоживучих комах; це може ускладнити ідентифікацію особини, якщо вона нещодавно пережила екдизис.
Екдизис дозволяє регенерувати або істотно переформувати пошкоджені тканини та відсутні кінцівки. Повна регенерація може потребувати серії линянь, регенерат стає трохи більшим з кожним линянням, доки він не стане нормального або майже нормального розміру.